# 佐藤健寿
佐藤 健寿（さとう けんじ、1978年 - ）は、日本の写真家。

## 人物
法政大学中退、武蔵野美術大学卒業 後、渡米し写真家として活動する。アメリカ留学中にエリア51の撮影に関わったことをきっかけに、UFOやUMAに関する執筆活動を始める。ASIOS客員。世界中の奇妙な事物や風景を博物学・美学的な観点から撮影・記録する「奇界遺産」で知られる。なお、「奇界」は佐藤の造語であり、商標登録している。『クレイジージャーニー』では最多クラスの常連出演者である。

## 著書・作品

### 写真集
- 奇界遺産（エクスナレッジ、2010年1月、イラスト 漫☆画太郎、ISBN 978-4767808987）
- 奇界遺産2（エクスナレッジ、2014年3月、イラスト 諸星大二郎、解説 荒俣宏、ISBN 978-4767817057）
- THE ISLAND 軍艦島（朝日新聞出版、2018年1月、ISBN 978-4022586964）
- 奇界遺産3（エクスナレッジ、2021年5月、イラスト 大友克洋、解説 横井雄一郎〈TBSテレビ〉）、ISBN 978-4767828916）
- 世界（朝日新聞出版、2021年12月、ISBN 978-4-02-258710-7）
- PYRAMIDEN（朝日新聞出版、2023年6月、ISBN 978-4-02-258714-5）
- CARGO CULT（朝日新聞出版、2023年11月、ISBN：9784022587152）

### 単著
- X51.ORG THE ODYSSEY（夏目書房、2007年4月、ISBN 978-4860620592）
- X51.ORG THE ODYSSEY（講談社、2008年12月、ISBN 978-4-06-215152-8）
- 世界の廃墟（飛鳥新社、2015年1月、ISBN 978-4864103923）
- 空飛ぶ円盤が墜落した町へ:X51.ORG THE ODYSSEY北南米編 （河出書房新社、2015年4月、ISBN 978-4309413624）
- ヒマラヤに雪男を探す:X51.ORG THE ODYSSEYアジア編（河出書房新社、2015年4月、ISBN 978-4309413631）
- SATELLITE（朝日新聞出版、2015年9月、ISBN 978-4023314207）
- 奇界紀行（KADOKAWA/角川学芸出版、2015年12月、ISBN 978-4046213440）
- TRANSIT 佐藤健寿 特別編集号 美しき不思議な世界 (講談社、2016年1月、ISBN 978-4063899405）
- 世界不思議地図 THE WONDER MAPS（朝日新聞出版、2017年5月、イラスト阿部結、ISBN 978-4023315730）

### 共著
- 諸星大二郎 マッドメンの世界 (写真、河出書房新社、諸星大二郎著、2015年5月、ISBN 978-4309978581）
- MOONSHOTS 宇宙探査50年をとらえた奇跡の記録写真（監修、玄光社、ピアーズ・ビゾニー著、2019年2月、ISBN 978-4768311295）
- 世界伝奇行 ―パプアニューギニア・マッドメン編―（河出書房新社、諸星大二郎共著、2019年9月、ISBN 978-4309290461） - 『諸星大二郎 マッドメンの世界』の増補決定版
- 世界伝奇行 ―中国・西遊妖猿伝編―（河出書房新社、諸星大二郎共著、2019年9月、ISBN 978-4309290461）
- 漫画家と猫 Vol.1（河出書房新社、萩尾望都ら共著、2019年10月、ISBN 978-4309290553）

## 出演

### テレビ番組
- タモリ倶楽部 2014年5月9日　「自力じゃ行かない行けない行く気もない辺境の『奇界遺産』ザ・ムービー」（テレビ朝日）[7]
- 検索してはいけない （TBS系列）
- めざましテレビ （フジテレビ）
- 今週のスポットライト （関西テレビ系列）
- 画ヂカラTV～クギヅケ映像を発掘せよ！～ （フジテレビ系列）
- 幻解!超常ファイル  雪男“イエティ”の真実  （NHK）
- クレイジージャーニー （TBS系列）

| クレイジージャーニー出演回一覧 | クレイジージャーニー出演回一覧 | クレイジージャーニー出演回一覧                                                                                | クレイジージャーニー出演回一覧 |
| 2015年                         | 2015年                         | 2015年 | 2015年                         |
| 回                             | 放送日                         | 放送内容 | 備考                           |
| ------------------------------ | ------------------------------ | --- | ------------------------------ |
| 特番                           | 1月2日                         | 世界の奇妙・摩訶不思議スポット・奇界遺産「神秘の青く光る山」撮影旅                                            |                                |
| 3                              | 4月30日                        | 奇界遺産「アイスランド『ペニス博物館』&『神の洞窟』撮影旅」                                                   |                                |
| 9                              | 6月11日                        | 奇界遺産「世界の四大廃墟巡礼の旅」前編                                                                        |                                |
| 10                             | 6月18日                        | 奇界遺産「世界の四大廃墟巡礼の旅」後編                                                                        |                                |
| 15                             | 8月7日                         | 未公開旅：奇界遺産「バリ島風葬の村撮影旅」                                                                    |                                |
| 23                             | 10月15日                       | 「奇界遺産」×台湾の知られざる奇妙な光景                                                                       |                                |
| 2016年                         |                                | |                                |
| 37                             | 2月25日                        | 「奇界遺産」×「地獄の入り口」超絶したその光景とは?                                                            |                                |
| 38                             | 3月3日                         | 「奇界遺産」×「岩をくり抜いて教会を作る謎の老人」                                                             |                                |
| 51                             | 7月15日                        | クレイジージャーニースペシャルの内容を先取り 丸山ゴンザレス・佐藤健寿の旅の中でMC陣のお気に入りのシーンを発表 | 総集編                         |
| 52                             | 7月18日                        | 「奇界遺産」… 今しか見られないキューバの奇妙な光景とは?                                                       |                                |
| 53                             | 7月22日                        | 「奇界遺産」×「キューバ」劇場廃墟に住む男&トランスする宗教                                                    |                                |
| 69                             | 12月2日                        | 「奇界遺産」×「世界一雷が多発する村」その光景とは?                                                            |                                |
| 70                             | 12月9日                        | 「奇界遺産」×「ミイラ研究所の廃墟」…その全貌に迫る                                                            |                                |
| 2017年                         |                                | |                                |
| 88                             | 5月4日                         | 「奇界遺産」×「生肉食す最果ての民族」                                                                         |                                |
| 89                             | 5月11日                        | 「奇界遺産」×「火災で姿を変えた要塞の廃墟」                                                                   |                                |
| 107                            | 10月11日                       | 奇界遺産×死体を掘り起こす儀式                                                                                 |                                |
| 108                            | 10月18日                       | 「奇界遺産」×絶景「針の山」×「死にまつわる儀式」                                                              |                                |
| 2018年                         |                                | |                                |
| 121                            | 1月31日                        | 「奇界遺産」特別編!今しか見られない“軍艦島"とは?                                                              |                                |
| 145                            | 8月16日                        | DVDイベントで競演！ゴンザレス＆佐藤健寿＆爬虫類ハンター加藤                                                   |                                |
| 146                            | 8月23日                        | 「奇界遺産」×「死体農場」&「アインシュタインの脳みそ」                                                        |                                |
| 147                            | 9月5日                         | 「奇界遺産」×「飛行機の墓場」×UFOタウン「ロズウェル」                                                         |                                |
| 159                            | 12月12日                       | 「奇界遺産」佐藤健寿が、中国の「緑に飲み込まれた村」へ                                                        |                                |
| 2019年                         |                                | |                                |
| 172                            | 4月17日                        | 「奇界遺産」佐藤が「北朝鮮」&「地獄寺」&「廃墟の女王」へ                                                      |                                |
| 181                            | 6月19日                        | 奇界遺産×廃墟の女王★人気週刊誌とタッグ                                                                        |                                |
| 2021年                         |                                | |                                |
| 特番                           | 5月19日                        | “人生観が変わる"謎のイベントで異次元体験!奇抜な美女&絶景アートの嵐                                            |                                |
| 2022年                         |                                | |                                |
| 190                            | 10月17日                       | 旧ソ連「世界最北のゴーストタウン・ピラミデン」の撮影旅                                                        |                                |
| 2023年                         |                                | |                                |
| 210                            | 4月17日                        | 奇界遺産・佐藤健寿が南太平洋バヌアツで過去最高の奇祭激写                                                      |                                |
| 211                            | 4月24日                        | 松本「まるでRPG！」奇界遺産・佐藤がバヌアツのカルト解明                                                       |                                |
| 2024年                         |                                | |                                |
| 241                            | 1月15日                        | カザフスタンで旧ソ連の秘密軍事都市を激撮                                                                      |                                |
| 242                            | 1月22日                        | 旧ソ連カザフスタンの元核実験場へ                                                                              |                                |
| 243                            | 1月29日                        | 全て実話！世界各国を旅するジャーニー達の信じられない体験談一挙公開                                            | 総集編                         |
| 248                            | 3月4日                         | 旧ソ連が残した“シルクロードに立つ天空の秘密都市”で驚愕の新発見                                                |                                |
| 249                            | 3月11日                        | 山頂に謎の超巨像！暗号で呼ばれた秘密都市…佐藤健寿★奇界遺産旅                                                  |                                |
| 252                            | 4月8日                         | 謎の独裁国家トルクメニスタン激撮                                                                              |                                |
| 253                            | 4月15日                        | 存在そのものが“奇界遺産”な国トルクメニスタンへ                                                                |                                |

### ラジオ番組
- ラジオアドベンチャー 奇界遺産（2016年1月2日・5月3日・9月22日、NHKラジオ第1）
- ちきゅうラジオ「佐藤健寿の奇界な旅」（2020年 - 、NHKラジオ第1）
- 佐藤健寿の奇界な旅スペシャル（2022年5月3日・4日・5日、NHKラジオ第1）

## 展覧会
- 佐藤健寿展 奇界 / 世界（2022年4月2日 - 6月5日、西宮市大谷記念美術館 / 6月18日 - 9月11日、高知県立美術館 / 2023年4月14日 - 6月11日、山口県立美術館 / 7月15日 - 9月18日、群馬県立館林美術館）[8]

## 公式サイト
- 奇界遺産
- 佐藤健寿 (@x51) - X
- Kenji Sato 佐藤健寿 (@x51) - Instagram
- X51.ORG